# Raúl Ordóñez
Raúl Ordóñez (Cali, 17 de octubre de 1968 - ib, 11 de marzo de 2020) fue un tenista y entrenador colombiano.

## Carrera
Ordóñez empezó a jugar tenis a los nueve años en la ciudad de Cali. Diez años después representó a su país en los Juegos Panamericanos de Indianápolis. Acto seguido se vinculó a la academia de tenis de Nick Bollettieri, donde empezó a desempeñarse como sparring para grandes figuras del deporte blanco como Mónica Seles, Mary Pierce, Anna Kournikova, Björn Borg, André Agassi y María Sharápova, entre otros.

## Enfermedad y fallecimiento
En 2008, Ordóñez empezó a sentir quebrantos de salud, que lo obligaron a retirarse de su actividad deportiva en los Estados Unidos y retornar definitivamente a Colombia. Meses después, a fines de 2008, se le diagnosticó ELA (esclerosis lateral amiotrófica), condición que en pocos años lo privó del habla y de casi la totalidad del movimiento en su cuerpo.
Luego de su regreso a Colombia, creó y lideró, con la ayuda de su esposa, la Fundación Raúl Ordóñez en la localidad vallecaucana de Jamundí (24 km al sur del centro de Cali), que se encarga de brindar clases de tenis a niños de escasos recursos.
Falleció en la madrugada del 11 de marzo de 2020.